# Ерхард фон Кьонигсег
Ерхард фон Кьонигсег-Кьонигсегерберг (на немски: Erhard von Königsegg zu Königseggerberg; † 18 октомври 1403) от стария швабски благороднически род Кьонигсег е господар на Кьонигсег (в Гугенхаузен) и Кьонигсегерберг в Баден-Вюртемберг.
Той е син на Еберхард фон Кьонигсег-Фронхофен († 24 юни 1377), господар на Кьонигсегерберг, фогт на Госау, и съпругата му Урсула фон Клингенберг († сл. 1391). Внук е на рицар Улрих II фон Кьонигсег († 1389) и Анна фон Хюрнхайм-Катценщайн († 1350). Брат е на близнаците Еберхард (* 1377) и Албрехт фон Кьонигсег-Кьонигсегерберг (* 1377).
Правнук му Ханс Дионис фон Кьонигсег-Кьонигсегерберг († 25 ноември 1445) е издигнат на фрайхер.
През 1629 г. родът е издигнат на имперски граф от император Фердинанд II.

## Фамилия
Ерхард фон Кьонигсег-Кьонигсегерберг се жени за Урсула фон Райшах († 2 октомври 1423). Те имат осем деца:
- Йохан фон Кьонигсег-Кьонигсегерберг († 27 август 1450), женен за Клара Грамлих фон Цусдорф († сл. 1456); имат три сина и дъщеря; внук му Ханс Дионис е издигнат на фрайхер
- Улрих фон Кьонигсег-Кьонигсегерберг (* пр. 18 октомври 1403)
- Албрехт фон Кьонигсег-Кьонигсегерберг († 30 декември 1445)
- Ег фон Кьонигсег-Кьонигсегерберг († 14 февруари 1428), женен за фон Щубен; имат два сина и дъщеря
- Урсула фон Кьонигсег-Кьонигсегерберг (* пр. 18 октомври 1403)
- Анна фон Кьонигсег-Кьонигсегерберг (* пр. 18 октомври 1403)
- дъщеря (* пр. 18 октомври 1403)
- Улрих фон Кьонигсег-Кьонигсегерберг (* пр. 18 октомври 1403)